# Существо из галактики
«Существо́ из гала́ктики» (англ. The Outer Limits: The Galaxy Being) — телефильм, 1 серия 1 сезона телесериала «За гранью возможного» 1963—1965 годов.

## Вступление
Ваш телевизор исправен. Не пытайтесь настроить картинку. Мы контролируем трансляцию. Если мы захотим звучать громче, то поднимем уровень громкости. Если захотим звучать тише, то настроим звук на шёпот. Мы управляем горизонтальной и вертикальной развёрткой. Мы можем перевернуть изображение и заставить его дрожать. Мы можем изменить фокус до реального размытия пятна или сделать резким до кристальной чистоты. В течение следующего часа сидите тихо и мы будем контролировать всё, что вы увидите и услышите. Мы повторяем, что с вашим телевизором всё в порядке. Вы собираетесь принять участие в грандиозном приключении. Вам предстоит испытать трепет и познать тайну, которая, родившись в глубинах нашего разума, стремится за грань возможного.

## Сюжет
На провинциальной радиостанции KXKVA (Лос-Фелис) неожиданно падает мощность исходящего сигнала. Сотрудник станции, радиоинженер Алан Максвелл, посвятивший свою жизнь исследованию радиошумов в коротковолновом диапазоне в поисках неизвестных сигналов, половину мощности радиостанции направил на то, чтобы установить связь с другими звездами. Ему это удаётся — на созданном Максвеллом трёхмерном телеэкране появляется изображение инопланетянина, такого же энтузиаста-радиолюбителя из другой звёздной системы. С помощью компьютера они начинают диалог, из которого выясняется, что для инопланетянина общение с Землей противозаконно — на его планете запрещено связываться с такими мирами, как Земля, из-за их опасности.
Тем временем Алану необходимо ненадолго остановить сеанс связи с существом из галактики — он должен идти на вечеринку, устроенную в честь его семьи. Пока он был на вечеринке, его брат, чтобы покуражиться перед своей девушкой, поднимает уровень радиосигнала. И инопланетянин переходит грань трёхмерного телеприёмника и выходит из здания радиостанции, пугая прохожих. Полиция начинает охоту на таинственное существо.
Но инопланетянин доказывает землянам, что он не несёт им вреда, спасает от смертельного ранения жену Алана и сообщает, что скоро прекратит своё существование, так как очень серьёзно нарушил закон. Его последними словами были «Конец передачи».

## Заключительная фраза
Планета Земля — будто пылинка в пространстве, далёкая и одинокая. Но силы Вселенной загадочны и проникновенны. Страх нас не сохранит, ярость нам не поможет. Мы должны увидеть инопланетянина в новом свете, в новом понимании. И достичь этого мы должны, начав понимать себя и друг друга.

## В ролях
- Клифф Робертсон — Аллан Максвелл
- Жаклин Скотт — Кэрол Максвелл
- Ли Филипс — Джин "Бадди" Максвелл
- Уильям О. Дуглас-младший и Чарльз МакКэрри — существо из Галактики
- Лесли Стивенс — голос существа из Галактики
- Берт Меткалф — Эдди Филлипс
- Элисон Эймс — Лорин
- Джеймс Фроули — солдата штата
- Билл Кэтчинг — майор Национальной гвардии
- Аллен Пинсон — полицейский
- Рой Н. Сикнер — смотритель Коллинз

## Производство
Съёмки проходили девять дней на закрытой радиостанции в Колдуотер-Каньон. Бюджет составил 213 тысяч долларов США.

## Интересные факты
- Роль Алана Максвелла исполнил известный американский киноактёр Клифф Робертсон — обладатель премии «Оскар» за главную роль в фильме «Чарли», также известный как исполнитель роли Бена Паркера в фильме «Человек-паук» и в его продолжениях. Также Клифф Робертсон принял участие и в новом сериале «За гранью возможного», сыграв роль астронавта Теодора Харриса в фильме «Угон» (6 серия 5 сезона). По этому фильму, его герой впервые летит в космос 16 сентября 1963 года (что в точности совпадает со днём выхода «Существа из галактики» на телеэкран).